# Egyptisk arab
Den egyptiska araben är en hästras och förgrening av den legendariska arabiska fullblodet. För att klassas som en egyptisk arab måste hästen härstamma från en strikt egyptisk blodslinje. Idag är cirka två procent av världens araber egyptiska.

## Historia
Det legendariska arabiska fullblodet har existerat i cirka 4000 år och avlades omsorgsfullt av beduinerna på arabiska halvön och i mellanöstern. Även i Egypten avlade man fram arabiska fullblod av högsta klass. De egyptiska araberna avlades av högt uppsatta män i Egypten som kallades "pascha"
Idag finns det över en miljon registrerade arabiska fullblod, men på många av dem är det svårt att veta om de är helt renrasiga med härstamning från de första stamhästarna. En liten del av dessa hästar har fortfarande en intakt stamtavla med rent arabiskt blod och dessa kallas även Asil-araber. Enbart cirka två procent av de registrerade araberna är bevisat rena egyptiska araber.

## Egenskaper
den egyptiska araben har samma egenskaper som det arabiska fullblodet och samma karaktäriserande drag som en kort smal rygg, höglyft svans och inåtbuktande nosprofil. För att klassas som en egyptisk arabhäst krävs dock att hästarna ska följa en mycket mer strikt standard i jämförelser med det arabiska fullblodet. Alla de karaktäristiska drag som finns hos araben ska vara mycket tydliga hos den egyptiska. Detta betyder även att den egyptiska arabhästen inte har förändrats speciellt mycket under flera hundra år. För att bevisa denna teori har man jämfört dagens egyptiska araber med gamla målningar och likheten är oftast slående.
För att klassas som egyptisk arab krävs också en helt ren stamtavla. Hästarna måste vara ättlingar i rakt nedstigande led till några av de stammar med egyptiska araber som föddes upp av paschas i Egypten.